# Chi Gấu mèo
Chi Gấu mèo (danh pháp khoa học: Procyon) là một chi động vật có vú trong họ Gấu mèo, bộ Ăn thịt. Chi này được Storr miêu tả năm 1780. Loài điển hình của chi này là Ursus lotor Linnaeus, 1758, by designation by Elliot (1901).

## Mô tả
Họ nhỏ, hơi lớn hơn hơn một con mèo, có lông dài và màu xám bạc, đen hơn ở lưng, lông tay chân gần như trắng, đuôi dài và bao quanh (màu bạc, màu xám trắng hoặc trắng nhạt), có một điểm đen đặc trưng của lông đi từ má tới mỗi mắt, làm cho nó rất dễ nhận biết, giống như có một mặt nạ. Đôi khi họ ngồi trên hai chân của mình (bắp đùi và mông), như gấu làm.

## Môi trường sống và hành vi
Đó là một động vật rừng, đặc biệt là gần sông, nhưng cũng đã học cách sống trong các khu vực đông dân cư. Trong môi trường sống tự nhiên của nó ăn tất cả mọi thứ từ con ếch, trái cây, nhưng ở các thành phố và vùng ngoại ô nằm giữ dumpsters ăn những tàn tích thức ăn ném vào chúng. Gấu trúc là loài ăn đêm, có một ý thức quan tâm của mùi và là nhà leo núi tốt.
So với hầu hết các loài thú ăn thịt, chúng rất lành nghề với móng vuốt phía trước của chúng, mà chúng sử dụng để nắm bắt và giữ thực phẩm. Gấu trúc được gọi là đôi khi chịu chà sàn do thói quen thao tác thực phẩm, ví dụ như con ếch lột da ở mép nước, mà làm cho nó có vẻ rằng các dung nham. Hành động này được thực hiện bởi các gấu trúc vì một số loại ếch phồng cơ thể của nó và tiết ra chất độc qua da để tránh bị ăn thịt, mà loại bỏ các gấu trúc để " rửa" thực phẩm trước khi ăn.

## Tên
Tên gấu trúc đến từ mapactli Nahuatl, "trong đó có bàn tay " do khả năng có năng lực cầm đã được mô tả trước móng vuốt của họ. Tiếng Anh gọi là " gấu trúc " (gần đúng phát âm " Racun "), mà xuất phát từ aroughcoune Algonquian "mà ông gãi bằng tay của mình " hay " đầu tay ". Trong các ngôn ngữ khác nhaän liên quan đến thói quen nói trên của " rửa" một số hoặc tất cả các thức ăn của bạn trong sông, ao tên. Ursus lotor - " gấu washer " (tên khoa học ban đầu được đưa ra bởi Carl Linnaeus).

## Các loài
Chi này gồm các loài theo Từ điển các loài trên thế giới:
- Procyon cancrivorus
- Procyon lotor
- Procyon pygmaeus

## Hình ảnh

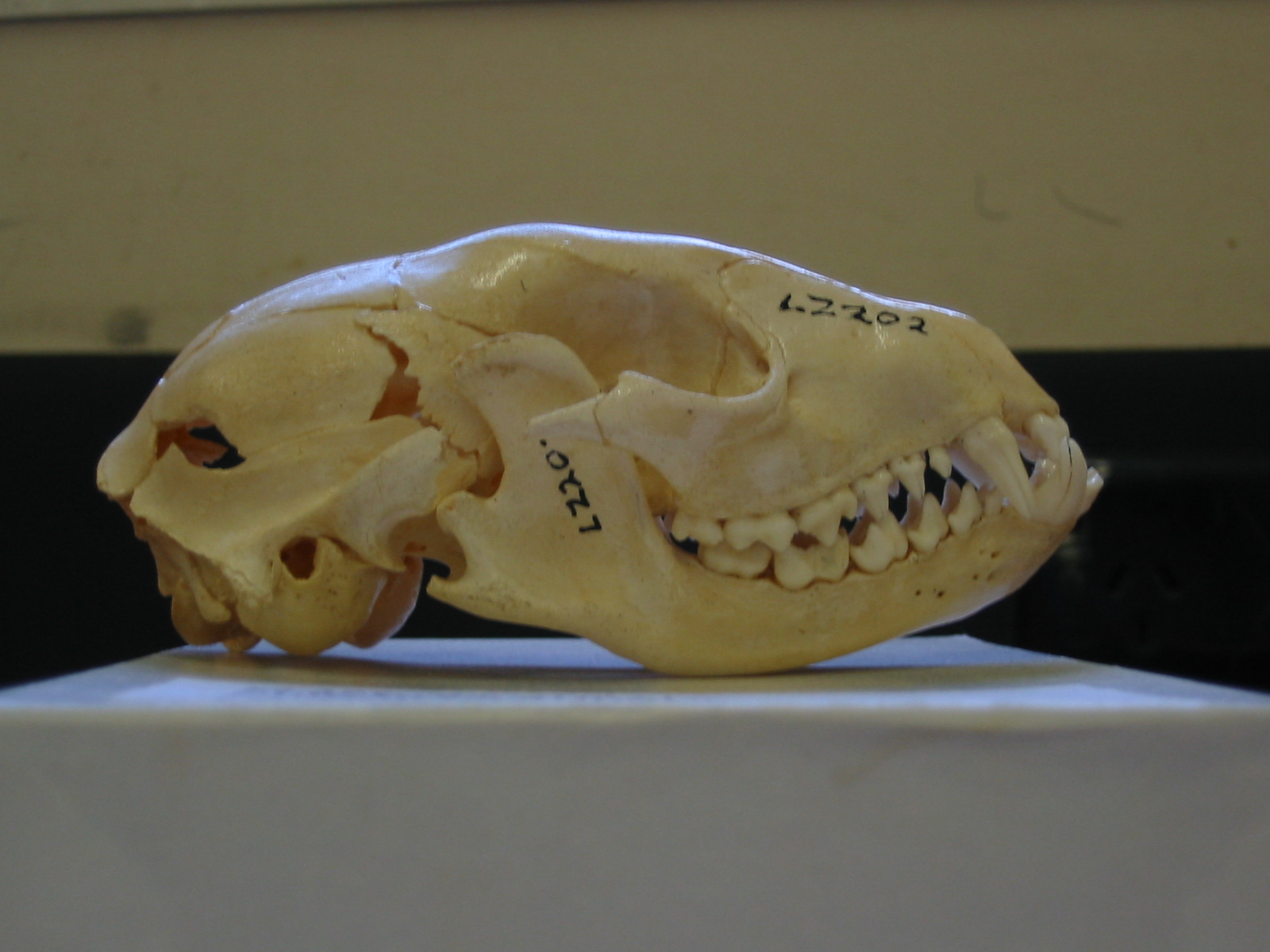
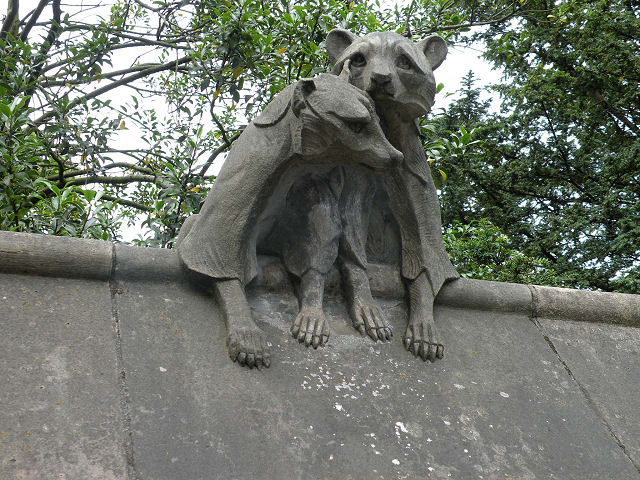
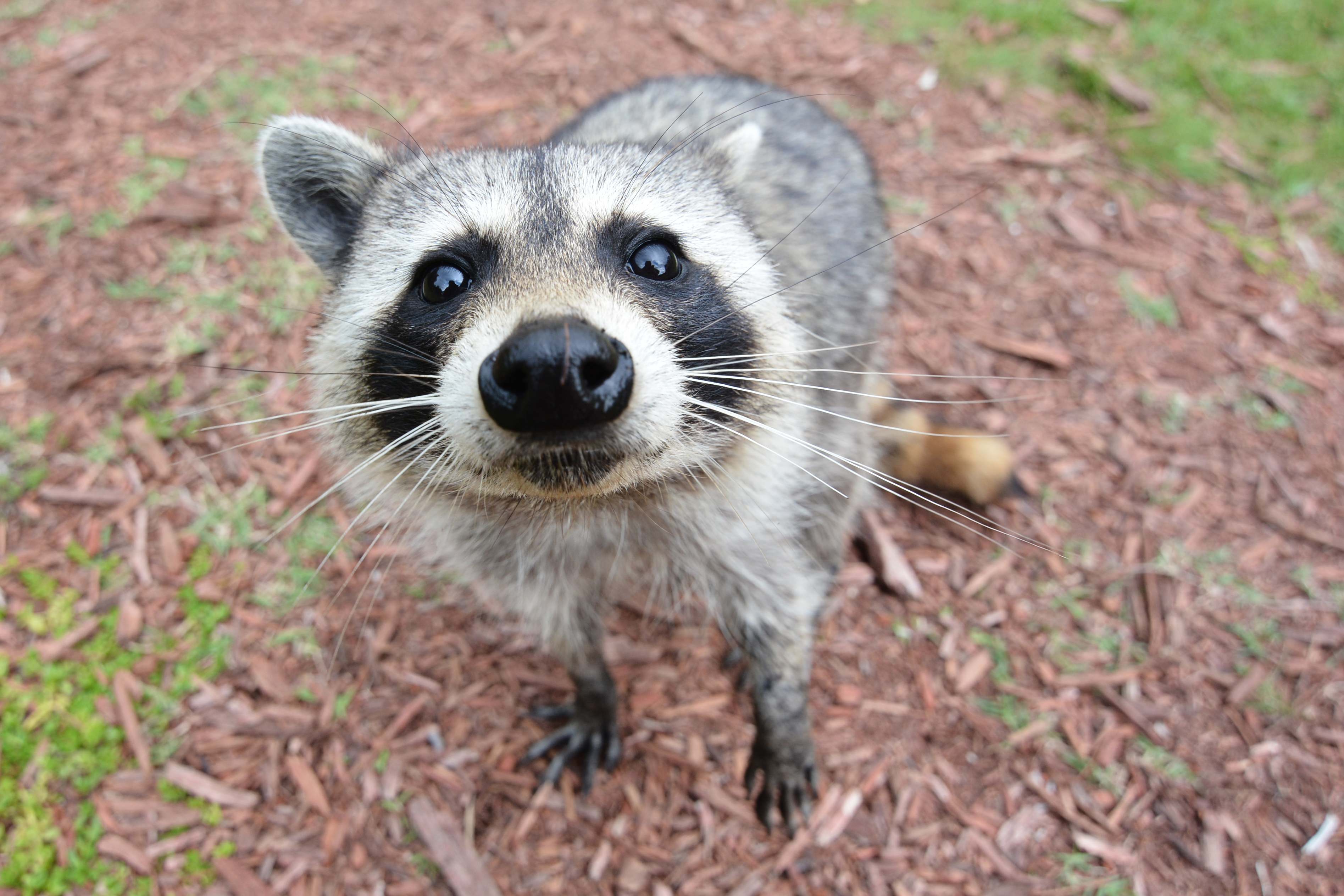